# Генри, Лори
Лори Энн Генри (англ. Lori Ann Henry; род. 20 марта 1966, Уилмингтон, Северная Каролина) — американская футболистка, защитник. Чемпионка мира (1991) в составе национальной сборной.

## Карьера

### Студенческая карьера
В 1986—1989 годах Генри выступала за женскую футбольную команду из своего университета «Норт Каролайна Тар Хилз».

### Карьера в сборной
В 1985 году дебютировала в официальных матчах в составе женской национальной сборной США по футболу. В 1991 году вместе с командой завоевала золотую медаль на первом чемпионате мира среди женщин, проходившем в Китае.
Всего в составе сборной приняла участие в 40 матчах, отметившись тремя забитыми мячами.

### Тренерская карьера
В 1988—1993 годах работала ассистентом главного тренера команды «Гринсборо Спартанс». В 1993 году возглавила тренерский штаб клуба «Огайо Стейт Бакайз», пробыв на посту главного тренера команды до 1996 года.